# احتجاجات أنبو
احتجاجات أنبو (باليابانية: 安保闘争، أنبو tōsō) كانت سلسلة من الاحتجاجات الجماهيرية الواسعة التي اندلعت في اليابان خلال عامي 1959 و1960، ثم تجددت عام 1970، اعتراضًا على معاهدة الأمن بين اليابان والولايات المتحدة، والتي تسمح بوجود قواعد عسكرية أمريكية دائمة على الأراضي اليابانية.
اسم "أنبو" هو اختصار لعبارة "أنزن هوشو جويكو" (安全保障条約)، أي "معاهدة الأمن"، والتي كانت محل النزاع الرئيسي.

## الخلفية السياسية
بعد استسلام اليابان في الحرب العالمية الثانية عام 1945، أصبحت البلاد تحت الاحتلال الأمريكي المباشر حتى عام 1952، حين تم توقيع معاهدة سان فرانسيسكو التي أنهت رسميًا الاحتلال. وفي ذات العام، وُقعت معاهدة الأمن بين اليابان والولايات المتحدة، والتي منحت الولايات المتحدة الحق في إنشاء قواعد عسكرية في اليابان لحمايتها من التهديدات الخارجية، خاصة خلال تصاعد الحرب الباردة.
لكن المعاهدة الأولى وُصفت على نطاق واسع بأنها غير متكافئة، لأنها لم تفرض أي التزامات دفاعية متبادلة على الولايات المتحدة. ومع صعود الحركة الديمقراطية في اليابان، بدأت تتزايد الدعوات لمراجعة أو إلغاء هذه المعاهدة، خاصة مع بروز تيارات يسارية متأثرة بالحرب الكورية وبزوغ نفوذ الاتحاد السوفيتي والصين الشيوعية.

## الموجة الأولى: احتجاجات 1959–1960
بدأت الشرارة الأولى لسلسلة احتجاجات "أنبو" عام 1959 عندما أعلنت الحكومة اليابانية نيتها تجديد معاهدة الأمن، لكن بصيغة جديدة عُرفت باسم "معاهدة أنبو المعدلة"، والتي سعت لتقديم بعض التوازن في الالتزامات الأمنية بين الطرفين. رغم هذه التعديلات، أثارت المحاولة موجة سخط شعبي واسعة، معتبرة أن المعاهدة ما زالت تُبقي اليابان تحت الهيمنة الأمريكية.
بلغت المظاهرات ذروتها في ربيع وصيف 1960، حيث خرج الملايين في مختلف المدن، ولا سيما في العاصمة طوكيو. شاركت شرائح متعددة من المجتمع، من بينها:
- اتحاد الطلبة الياباني المعروف باسم "زينغاكورين".
- اتحاد نقابات العمال "سوهيو".
- أحزاب المعارضة، وعلى رأسها الحزب الشيوعي الياباني والحزب الاشتراكي.

واجهت هذه الاحتجاجات قمعًا متزايدًا من الشرطة، ووقعت اشتباكات عنيفة في محيط البرلمان الياباني، وأسفرت عن وفاة طالبة تُدعى ميشيكو كانبا، ما صعّد الغضب الشعبي بشكل كبير.
رغم تمرير المعاهدة الجديدة بعد تدخل رئيس الوزراء نوبوسوكي كيشي، إلا أن الضغط الجماهيري أجبره على الاستقالة في يونيو 1960، بعد فترة قصيرة من دخول المعاهدة حيز التنفيذ.

## الموجة الثانية: احتجاجات 1970
في عام 1970، كانت المعاهدة المعدلة قابلة للتجديد التلقائي ما لم تُقدّم إحدى الحكومتين طلبًا رسميًا لإلغائها. تجددت المعارضة من قبل بعض القوى السياسية والنقابات، لكنها لم تحظَ بنفس الزخم الشعبي الذي شهده عام 1960.
ساهمت عدة عوامل في ضعف الاحتجاجات الثانية، منها:
- التحسّن الاقتصادي الكبير في اليابان خلال ستينيات القرن العشرين.
- تحوّل الأولويات الاجتماعية نحو الاستهلاك والتنمية بدلًا من النضال السياسي.
- تغير القيادة الحزبية واتساع الفجوة بين الجيل الجديد والجيل الذي خاض احتجاجات 1960.

ومع ذلك، تُعدّ احتجاجات 1970 علامة على استمرار الحساسية اليابانية تجاه المسائل المتعلقة بالسيادة الوطنية والوجود العسكري الأجنبي.

## التأثيرات بعيدة المدى
كان لحركة "أنبو" تأثيرات طويلة المدى على الحياة السياسية والثقافية في اليابان، من أبرزها:
- صعود الوعي الشعبي بقضايا السيادة والديمقراطية.
- بروز حركات طلابية أكثر جذرية خلال الستينيات، مثل "الفصيل الأحمر الموحد".
- تشكّل تيار ثقافي وفني يساري واكب موجات الاحتجاج وعبّر عنها في السينما والأدب.

كما أثّرت هذه الحركة في تحديد طبيعة العلاقة اليابانية الأمريكية في العقود التالية، حيث أصبحت الحكومات اليابانية أكثر حذرًا في تعاطيها مع قضايا الدفاع والوجود العسكري الأمريكي.